# Колібрі бірюзовогорлий
Колі́брі бірюзовогорлий (Myrtis fanny) — вид серпокрильцеподібних птахів родини колібрієвих (Trochilidae). Мешкає в Еквадорі і Перу. Це єдиний представник монотипового роду Бірюзовогорлий колібрі (Myrtis).

## Опис

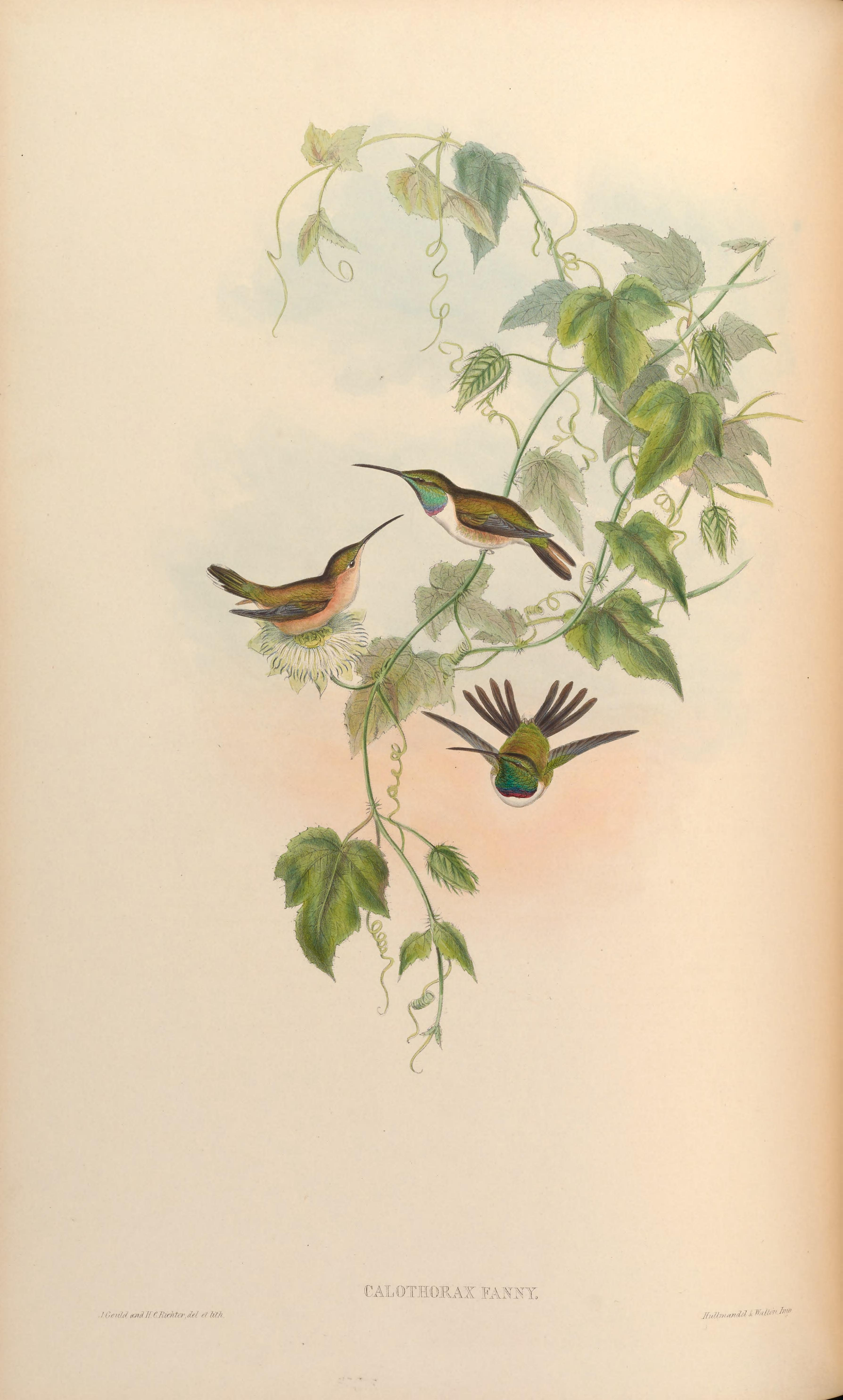
Бірюзовогорлі колібрі

Довжина птаха становить 7,5-9 см, вага 2,3-2,5 г. У самців верхня частина тіла бронзово-зелена, з боків поцяткована невеликими білими плямками. Хвіст довгий, роздвоєний, бронзово-зелений. На горлі райдужна аквамаринова пляма, знизу окаймлена блискучою фіолетовою смугою. Решта нижньої частини тіла білувата, боки зелені. У самиць нижня частина тіла охриста, горло і живіт білі. Хвіст у них короткий, округлий, центральні стернові пера синьо-зелені, наступні пера синьо-зелені з чорними кінчиками, решта чорні з біоими кінчиками. Дзьоб короткий, вигнутий, довжиною 18 мм. У представників підвиду M. f. megalura хвіст більш довгий.

## Підвиди
Виділяють два підвиди:
- M. f. fanny Stiles, 1985 — Еквадорські Анди і захід Перу (на південь до Арекіпи);
- M. f. megalura Cabanis & Heine, 1860 — північ Перу (від Кахамарки до Уануко).

## Поширення і екологія
Бірюзовогорлі колібрі живуть в сухих прибережних чагарниках, рідколіссях і садах. Зустрічаються на висоті від рівня моря до 3200 м над рівнем моря, в Еквадорі переважно на висоті від 1000 до 2000 м над рівнем моря. Живляться нектаром різноманітних квітучих рослин, переміщуючись на певним маршрутом, а також дрібними комахами, яких ловлять в польоті. В Еквадорі сезон розмноження триває з березня по червень, в Перу з червня по жовтень. Самці виконують демонстраційні польоти, описуючи в повітрі півкільця. Гніздо невелике, робиться з рослинних волокон і павутиння, розміщується в розвилці між гілками, на висоті від 2 до 4 м над землею, іноді вище. В кладці 2 яйця. Інкубаційний період триває 15-16 днів, пташенята покидають гніздо через 19-22 дні після вилуплення.